# Bauro
Bauro ist ein osttimoresischer Suco im Verwaltungsamt Lospalos (Gemeinde Lautém).

## Geographie

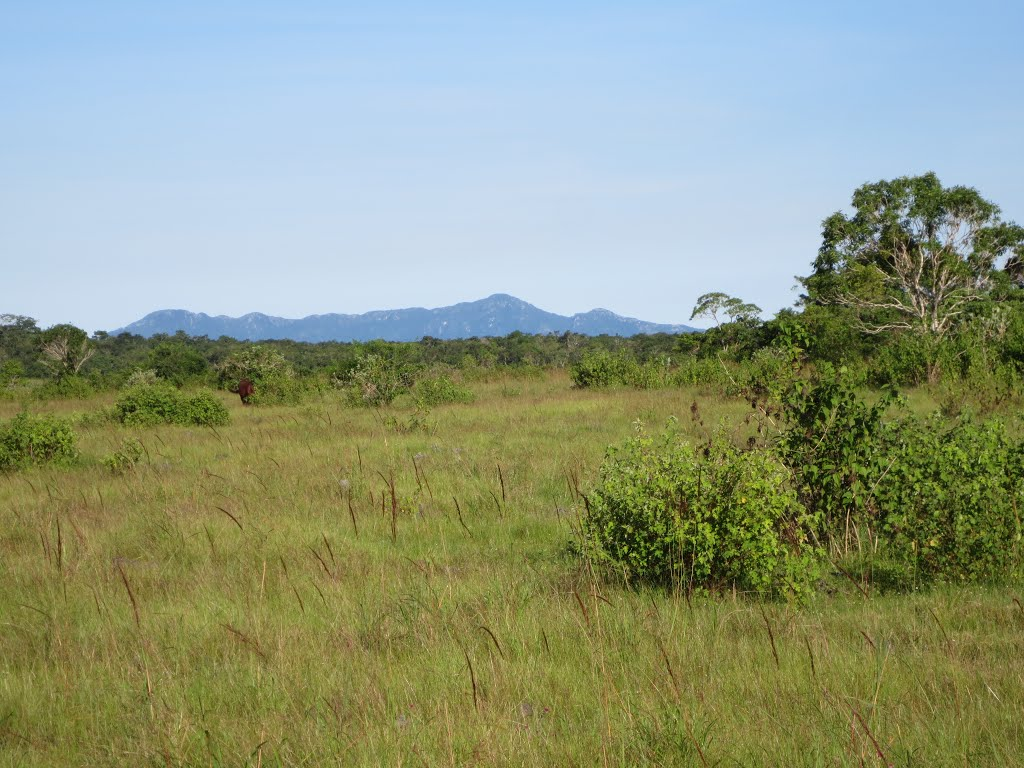
Assalaino-Plateau im Norden Bauros, mit Blick auf die Paitchau-Bergkette

Bauro liegt im Norden des Verwaltungsamts Lospalos. Im Südosten befindet sich der Suco Muapitine, im Westen Fuiloro, nördlich liegt das Verwaltungsamt Lautém mit seinem Suco Com und im Nordosten das Verwaltungsamt Tutuala mit dem Suco Mehara. Im Südosten reicht während der Regenzeit ein Teil der Lagoa Ira Lalaro, des größten Sees Osttimors, bis in den Suco hinein. In der Höhle Fatuk Kuak befindet sich ein kleiner unterirdischer See. Bauro hat eine Fläche von 71,46 km² und teilt sich auf in die fünf Aldeias Bauro, Iralafai, Luarai, Sepelata und Somotcho.
Im Nordwesten von Bauro liegen in unmittelbarer Nachbarschaft zum Ort Bauro die Dörfer Trisula und Assalaino. Von hier aus führt eine Piste durch den Norden des Sucos in Richtung Tutuala, an der die Dörfer Luarai, Iralafai, Sepelata und Somotcho liegen. Nach Motara im Südwesten führt nur eine kleine Piste. Motara, Somotcho und Iralafai verfügen jeweils über eine Grundschule.

## Einwohner

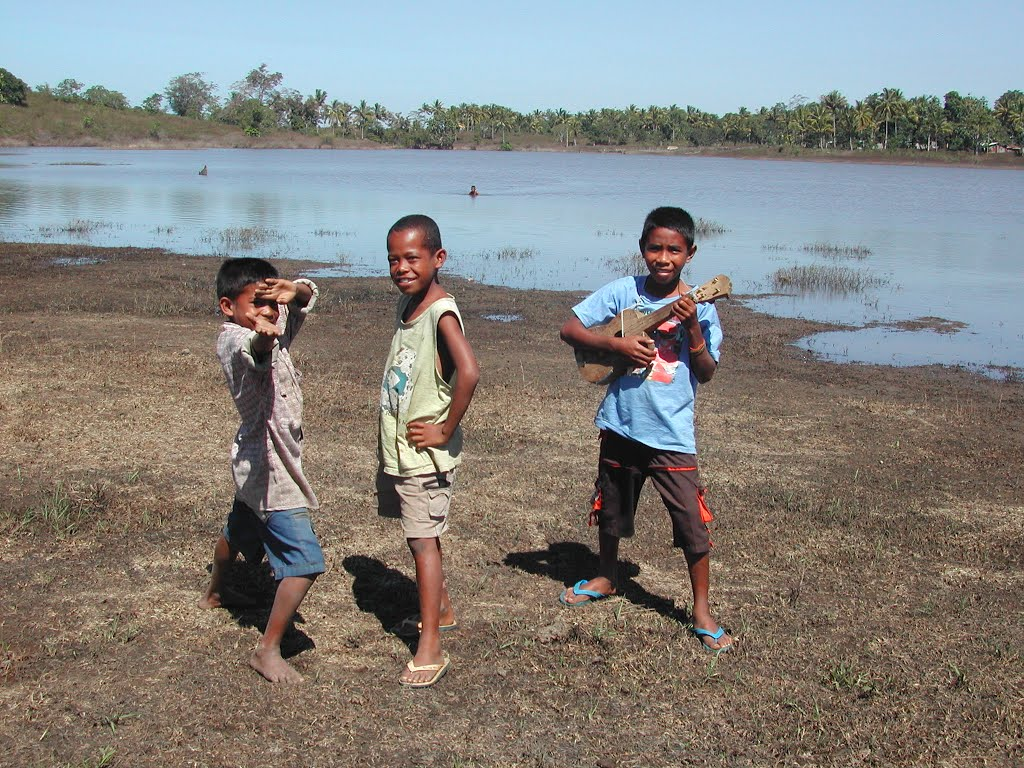
Kinder im Osten Bauros

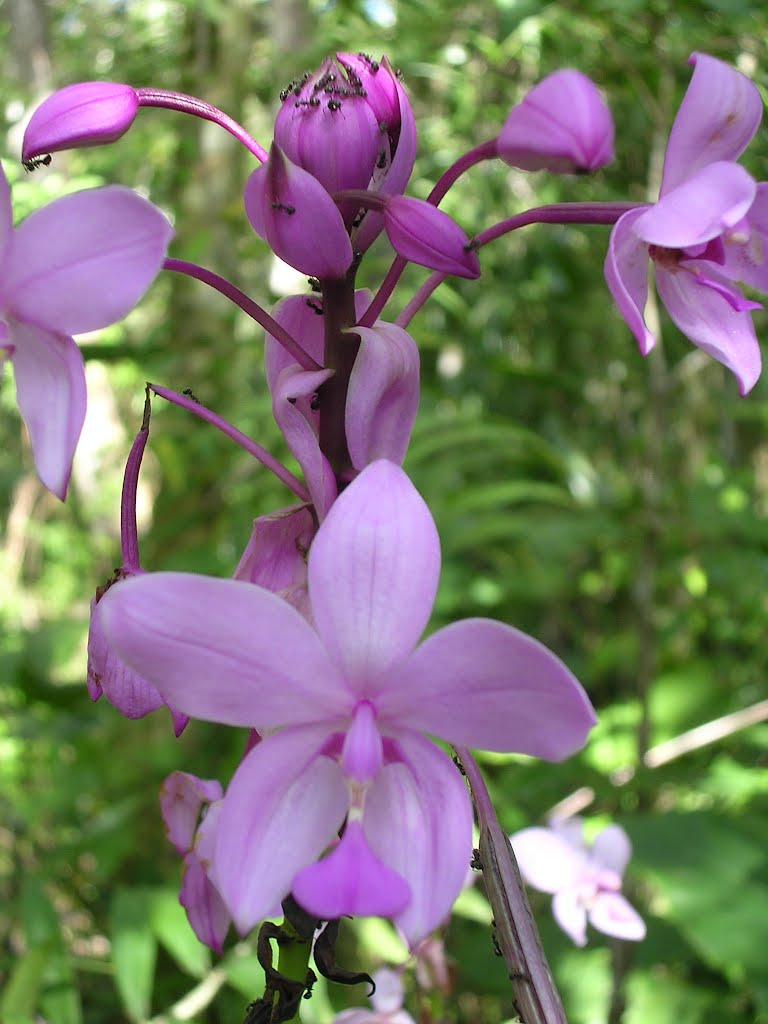
Eine epiphytische Orchidee in Bauro

In Bauro leben 2892 Einwohner (2022), davon sind 1456 Männer und 1436 Frauen. Im Suco gibt es 537 Haushalte. Fast 91 % der Einwohner geben Fataluku als ihre Muttersprache an. Über 9 % sprechen Tetum Prasa.

## Geschichte
In Trisula bauten die Japaner ein Gefängnis, das später von den Portugiesen weiter verwendet wurde.
Zwei für die Region typischen heiligen Häuser waren die auffälligsten Gebäude im Luarai. Nach 2015 stürzte eines aber ein und auch das andere zerfiel (Stand 2017).

## Politik
Bei den Wahlen von 2004/2005 wurde Agusto da Silva zum Chefe de Suco gewählt. Bei den Wahlen 2009 gewann Sidalio Freitas und wurde 2016 in seinem Amt bestätigt.

## Persönlichkeiten
- José da Costa (1927–1980), Freiheitskämpfer
- Horácio Marques (* 1962), Generaldirektor des Arquivo Nacional de Timor-Leste
- Benedita Freitas († 1987), Freiheitskämpferin
- Juventina Napoleão (* 1988 in Assalaino), Marathonläuferin